# Smrčkův dům
Smrčkův dům je národopisné muzeum v Soběslavi v okrese Tábor s expozicí Soběslavských Blat.

## Historie
Dům byl postaven v roce 1565. Tehdy byl majetkem rodiny Librů. V polovině 16. století patřil Rožmberkům a za Viléma z Rožmberka byl přestaven do dnešní podoby. Až do roku 1589 ho vlastnil primátor města Řehoř Smrčka a následně ho koupil mlynář Václav Hron. Do roku 1670 tu bydlel další městský primátor Zachariáš Marek Markovský, zakladatel hřbitovního kostela sv. Marka. Po roce 1797 zde byla zřízena hospoda. Majitelé byli často střídáni. Někdy kolem roku 1960 byl dům opraven a stal se z něj národopisné muzeum. 
Další rekonstrukce probíhala mezi lety 2015 až 2017, rekonstrukci hradilo Ministerstvo kultury.

## Stálé expozice
Od roku 2017 jsou otevřeny expozice Život na Blatech a Kozácku a Krajina Táborska ve výtvarném umění. Následující roky byli přidány další, pamětní síň hudebního skladatele Otakara Ostrčila a Soběslavský mincovní poklad.

## Galerie

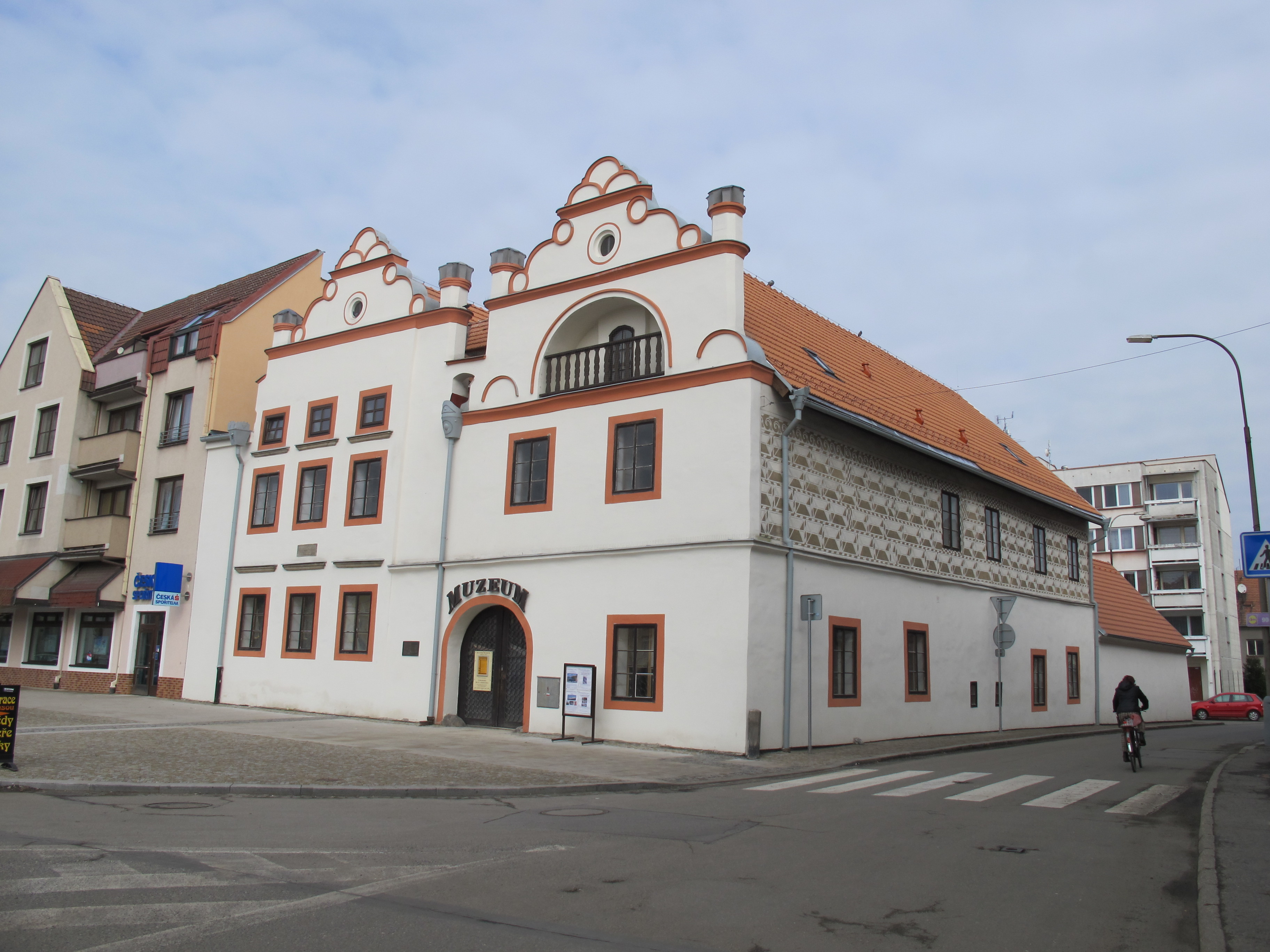
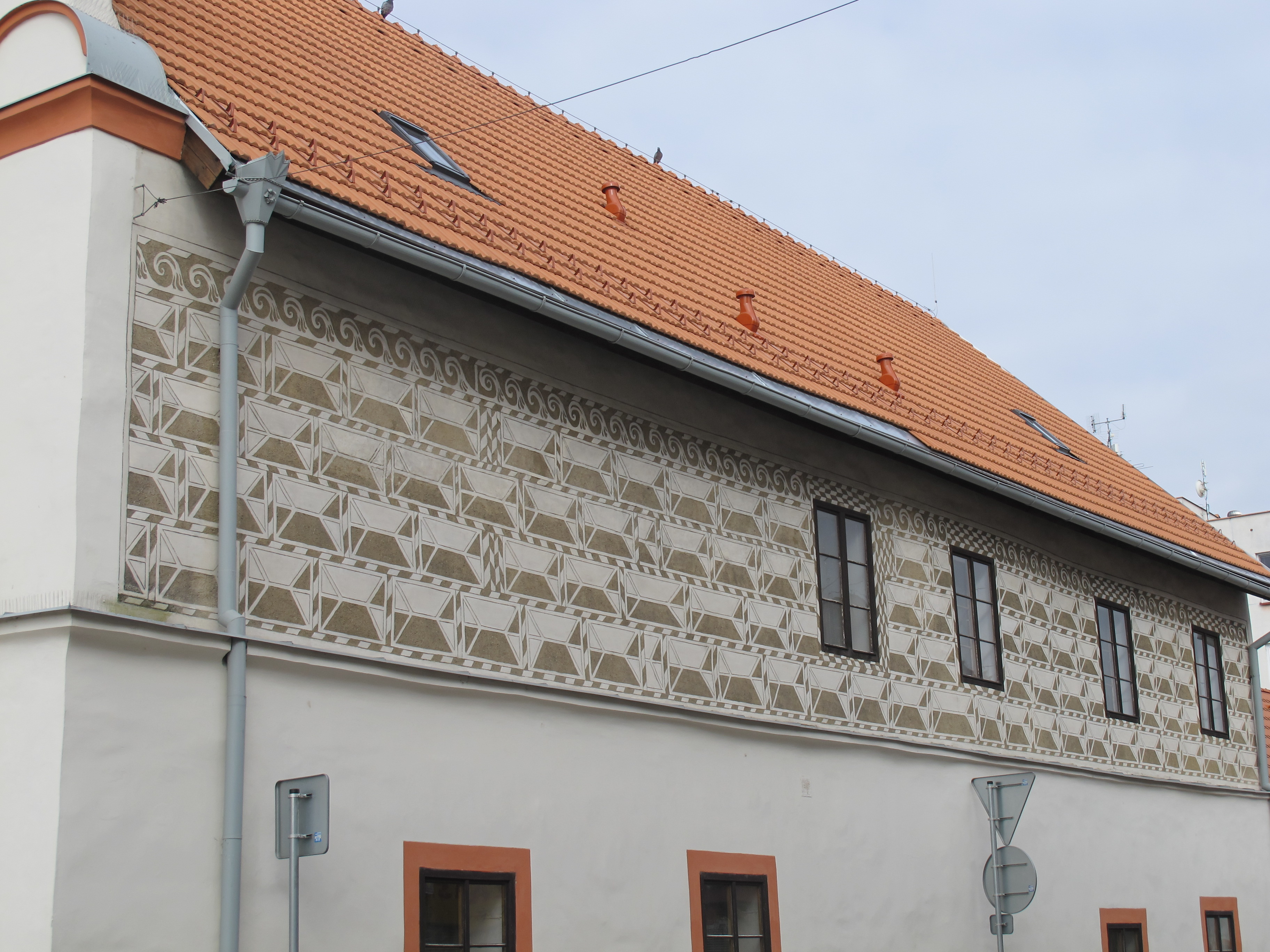
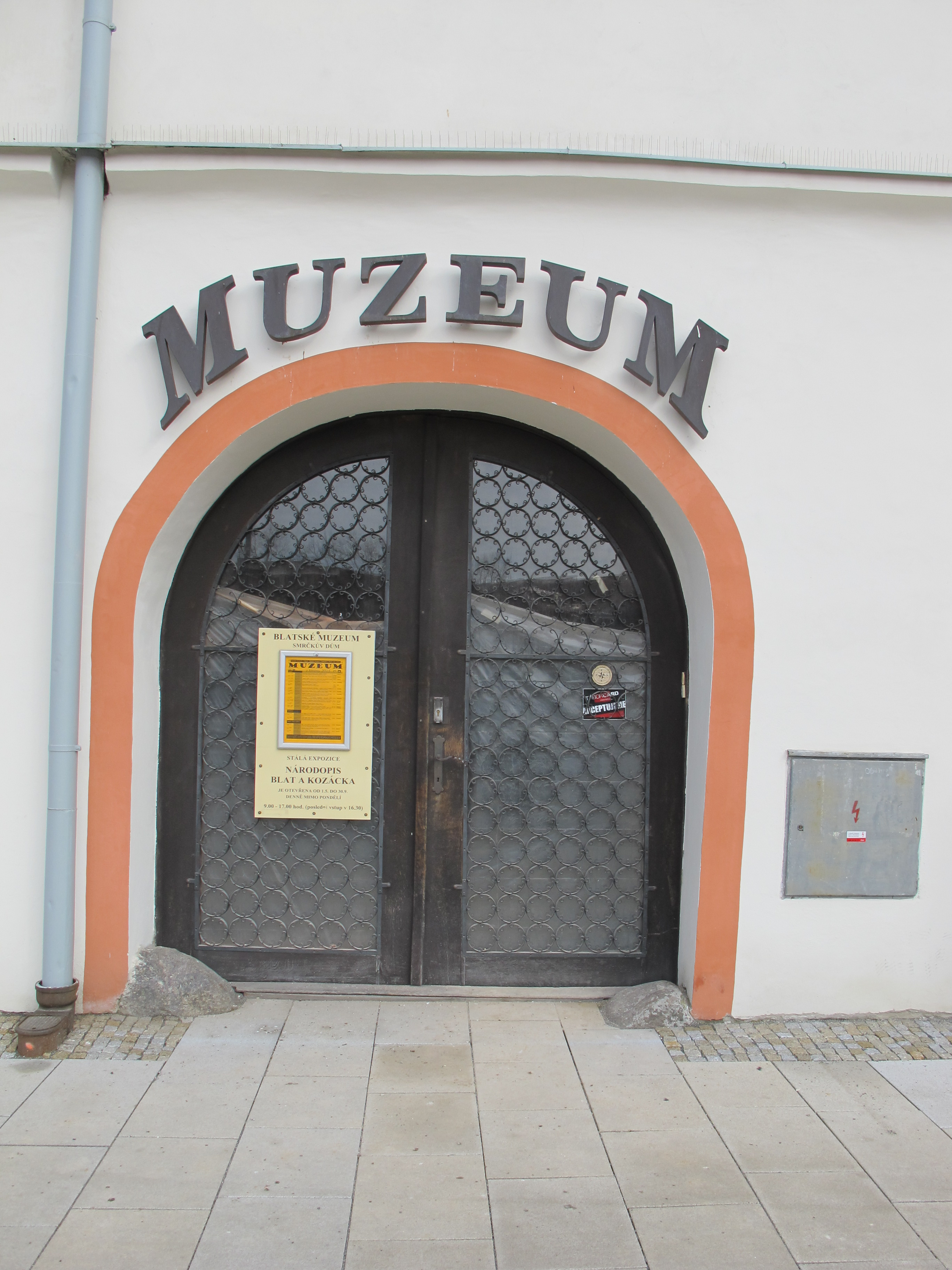
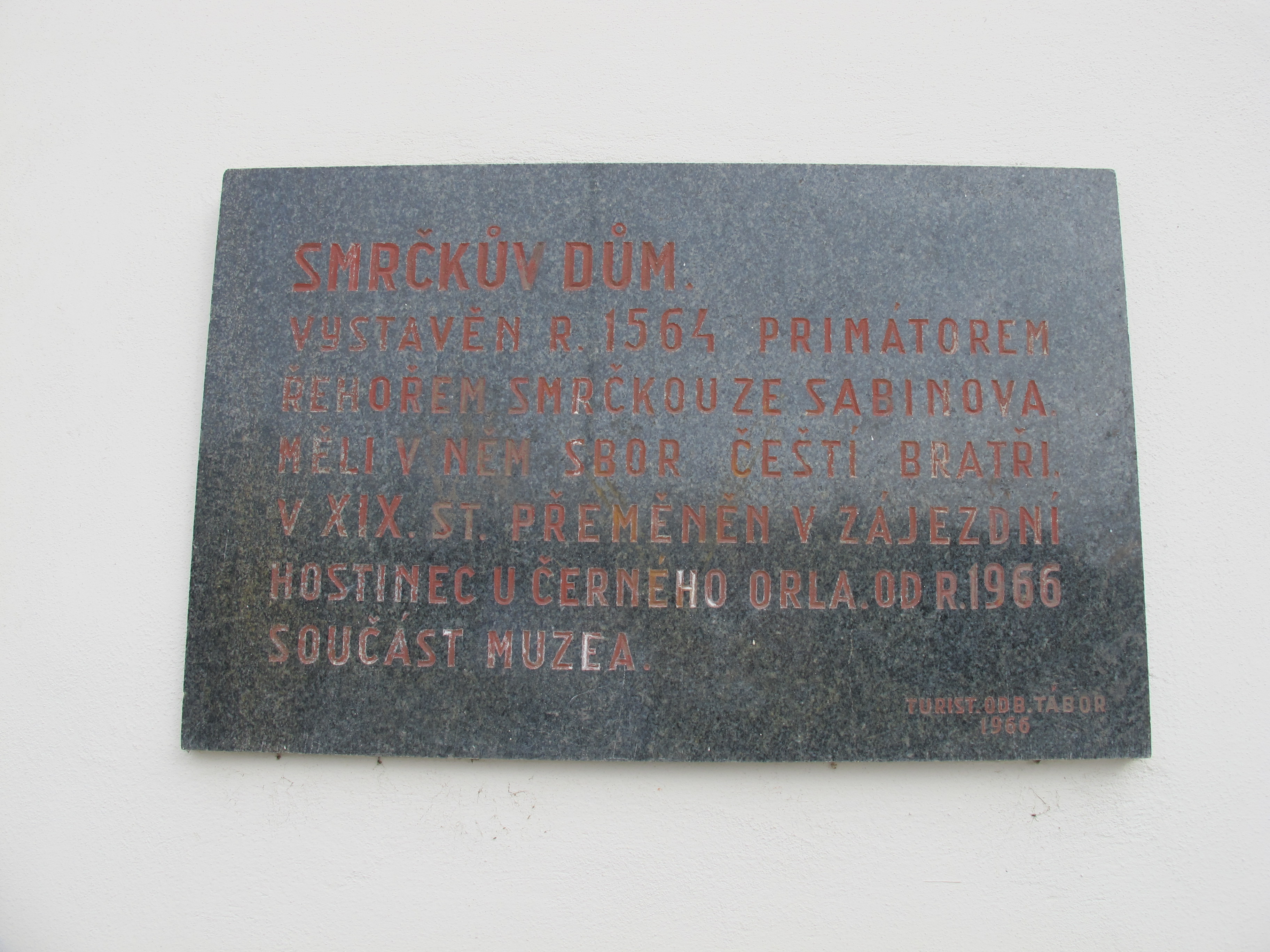
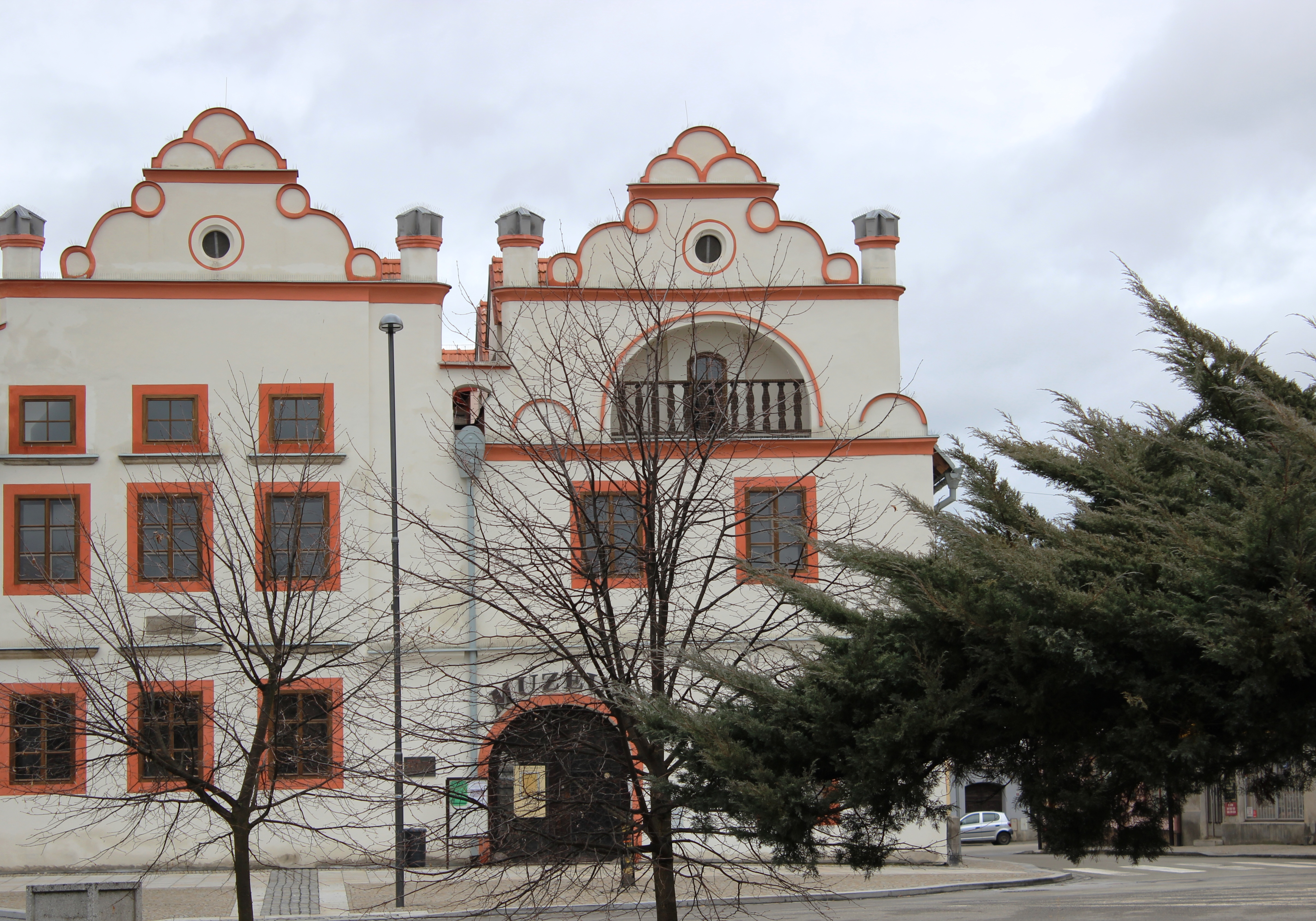
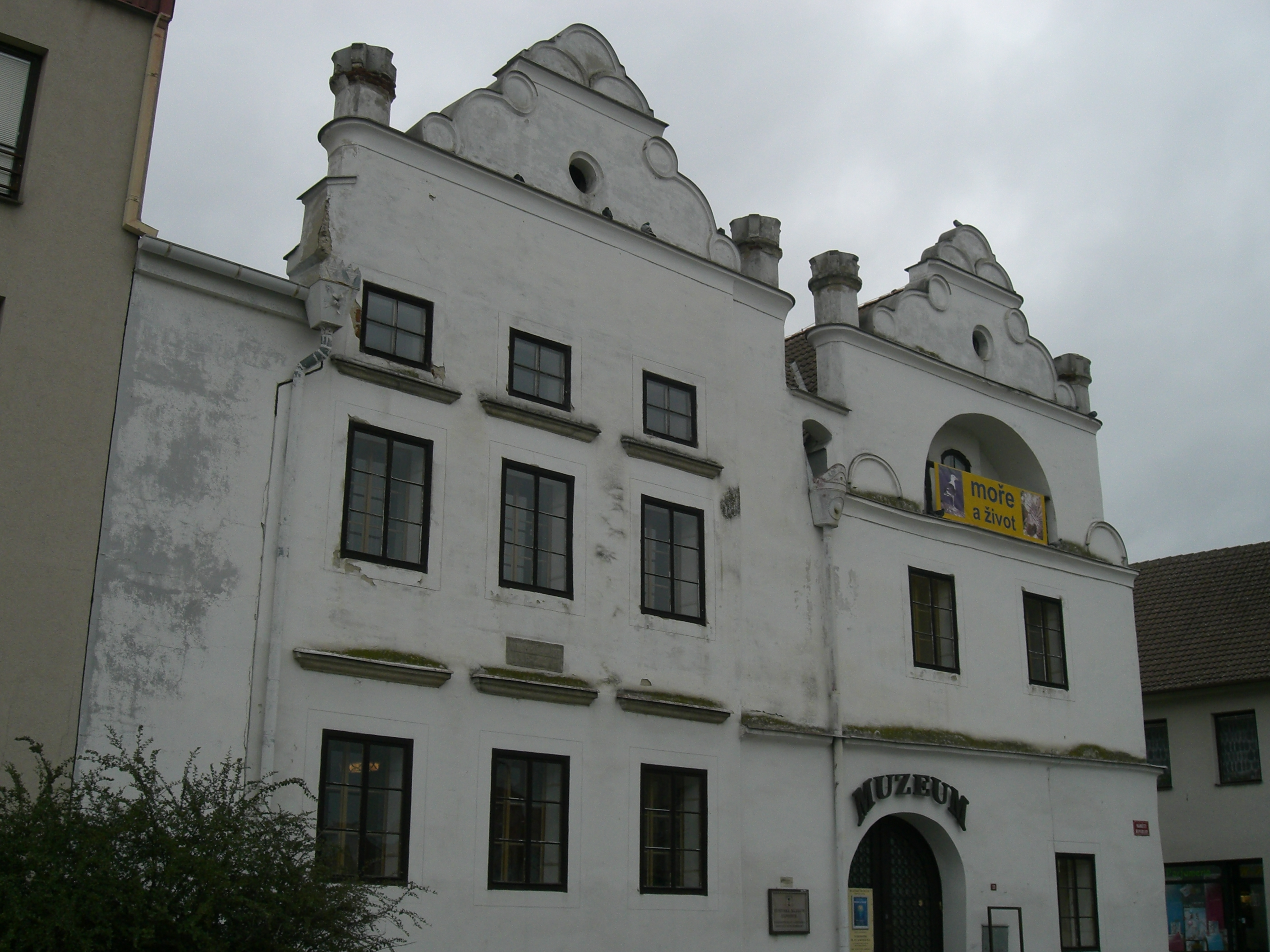